# Leopold Christoph von Schallenberg
Graf Leopold Christoph von Schallenberg (* 11. Dezember 1712; † 20. Februar 1800 in Wien) war Adeliger, Beamter und Freimaurer.

## Leben
Leopold Christoph Graf von Schallenberg war der Sohn von Christoph Leopold Graf von Schallenberg (1685–1713) und Maria Franziska Constantia von Gilleis (1691–1760), der Tochter von Georg Julius Reichsfreiherr von Gilleis.
Er entstammte der älteren oder Rosenauischen Linie der Schallenberg, war Freiherr von Luftenberg, Piberstein, Leombach, und Hagenberg und Herr auf Rosenau und Rothenbach etc. und auch Inhaber der jeweiligen Herrschaften. Weiters war er k. k. Kämmerer, geheimer Rat und Obrist-Hofstäbelmeister von Maria Theresia.
1720 erbte Leopold Christoph das Schloss Rosenau im Waldviertel, welches er ab 1736 nach den Plänen des Barockbaumeisters Joseph Munggenast ausbauen ließ. Im Schloss richtete er 1747 die erste in Privatbesitz befindliche Freimaurer-Loge Kontinentaleuropas ein.
Im Jahr 1735 heiratete er Maria Constantia Freiin von Gilleis (1711–1780), Tochter von Franz Anton Freiherr von Gilleis und Maria Sidonia Gräfin von Althan. Das Paar hatte mehrere Kinder.